# Triptofano 2-monoossigenasi
La triptofano 2-monoossigenasi è un enzima appartenente alla classe delle ossidoreduttasi, che catalizza la seguente reazione:
L-triptofano + O2 ⇄ (indolo-3-il)acetammide + CO2 + H2O